# الإبحار في الألعاب الأولمبية الصيفية 2020
أًقيمت فعاليات الإبحار في الألعاب الأولمبية الصيفية 2020 في طوكيو في الفترة من 25 يوليو إلى 4 أغسطس 2021 في ميناء إنوشيما لليخوت في إنوشيما. الفئات المدرجة في البرنامج هي نفسها كما في برنامج ألعاب 2016.

## تنسيق المنافسة

### تأهل
تم تخفيض عدد البحارة المتنافسين من 380 إلى 350، مع توزيع متساو بين الرجال والسيدات.
بدأت منافسات التأهل إلى الألعاب من خلال بطولة العالم للإبحار 2018 في آرهوس، الدنمارك. مع تحديد 101 مكانًا للمتأهلين من هذه البطولة، سيتم منحها لأعلى الدول ترتيباَ. وخصص ستة أماكن في فئة الليزر للرجال وفئة الليزر الشعاعي للسيدات لكل من دورة الألعاب الآسيوية 2018 وألعاب عموم أمريكا 2019، بينما وزع 61 مكانًا من خلال بطولات العالم لكل من الفئات العشر لعام 2019. وكان من نصيب التصفيات القارية المؤهلة للألعاب 68 مقعد، بينما خصص أربع مقاعد تمنح للجان الأولمبية الوطنية مباشرة من خلال دعوة من اللجنة الثلاثية (اللجنة الأولمبية الدولية، أنوك، اسويف). وبصفتها الدولة المضيفة، تم تخصيص عشر مقاعد لليابان، بمعدل مقعد عن كل فئة.

### فئات (معدات)
| الفئة        | النوع        | حدث   | البحارة | أرجوحة | شراع رئيسي | جيب / جنوة | شبح | أول OG | الألعاب الأولمبية حتى الآن |
| ------------ | ------------ | ----- | ------- | ------ | ---------- | ---------- | --- | ------ | -------------------------- |
| RS: X        | لوح شراعي    | سيدات | 1       | -      | +          | -          | -   | 2008   | 4                          |
| RS: X        | لوح شراعي    | رجال  | 1       | -      | +          | -          | -   | 2008   | 4                          |
| شعاعي الليزر | زورق         | سيدات | 1       | -      | +          | -          | -   | 2008   | 4                          |
| الليزر       | زورق         | رجال  | 1       | -      | +          | -          | -   | 1996   | 7                          |
| الفنلندي     | زورق         | رجال  | 1       | -      | +          | -          | -   | 1952   | 18                         |
| 470          | زورق         | سيدات | 2       | 1      | +          | +          | +   | 1988   | 9                          |
| 470          | زورق         | رجال  | 2       | 1      | +          | +          | +   | 1976   | 12                         |
| 49er         | قارب تنزه    | رجال  | 2       | 2      | +          | +          | +   | 2000   | 6                          |
| 49erFX       | قارب تنزه    | سيدات | 2       | 2      | +          | +          | +   | 2016   | 2                          |
| ناكرا 17     | متعدد الهيكل | مختلط | 2       | 2      | +          | +          | +   | 2016   | 2                          |

## جدول المسابقة
| ت | تصفيات | ن | نهائي |

| تاريخ            | 25 يوليو | 26 يوليو | 27 يوليو | 28 يوليو | 29 يوليو | 30 يوليو | 31 يوليو | 1 أغسطس | 2 أغسطس | 3 أغسطس | 4 أغسطس |
| ---------------- | -------- | -------- | -------- | -------- | -------- | -------- | -------- | ------- | ------- | ------- | ------- |
| رجال RS: X       | ت        | ت        |          | ت        | ت        |          | ن        |         |         |         |         |
| الليزر رجال      | ت        | ت        | ت        |          | ت        | ت        |          | ن       |         |         |         |
| رجال فنلندي      |          |          | ت        | ت        | ت        |          | ت        | ت       |         | ن       |         |
| 470 رجال         |          |          |          | ت        | ت        | ت        |          | ت       | ت       |         | ن       |
| رجال 49er        |          |          | ت        | ت        |          | ت        | ت        |         | ن       |         |         |
| سيدات RS:X       | ت        | ت        |          | ت        | ت        |          | ن        |         |         |         |         |
| سيدات ليزر شعاعي | ت        | ت        | ت        |          | ت        | ت        |          | ن       |         |         |         |
| 470 سيدات        |          |          |          | ت        | ت        | ت        |          | ت       | ت       |         | ن       |
| سيدات 49erFX     |          |          | ت        | ت        |          | ت        | ت        |         | ن       |         |         |
| ناكرا 17         |          |          |          | ت        | ت        |          | ت        | ت       |         | ن       |         |

## الوفود المشاركة
- الجزائر (2)
- أنغولا (2)
- أنتيغوا وباربودا (1)
- الأرجنتين (11)
- ساموا الأمريكية (1)
- أستراليا (13)
- النمسا (6)
- بيلاروس (2)
- بلجيكا (4)
- البرازيل (13)
- كندا (9)
- تشيلي (1)
- الصين (12)
- كرواتيا (4)
- قبرص (4)
- جمهورية التشيك (1)
- الدنمارك (8)
- السلفادور (1)
- مصر (1)
- إستونيا (2)
- فيجي (1)
- فنلندا (5)
- فرنسا (14)
- ألمانيا (10)
- بريطانيا العظمى (15)
- اليونان (8)
- غواتيمالا (2)
- هونغ كونغ (3)
- المجر (4)
- الهند (4)
- جزيرة أيرلندا (3)
- إسرائيل (5)
- إيطاليا (9)
- اليابان (15)
- ليتوانيا (2)
- ماليزيا (4)
- المكسيك (4)
- الجبل الأسود (1)
- موزمبيق (3)
- هولندا (10)
- نيوزيلندا (10)
- النرويج (8)
- بابوا غينيا الجديدة (2)
- بيرو (5)
- بولندا (9)
- البرتغال (5)
- بورتوريكو (2)
- تايوان (6)
- سانت لوسيا (2)
- ساموا (1)
- سيشل (1)
- سنغافورة (3)
- سلوفينيا (3)
- جنوب إفريقيا (3)
- كوريا الجنوبية (4)
- إسبانيا (15)
- السويد (9)
- سويسرا (6)
- تايلاند (3)
- ترينيداد وتوباغو (1)
- تونس (4)
- تركيا (8)
- الولايات المتحدة (13)
- الأوروغواي (3)
- فنزويلا (1)

## ملخص الميداليات

### جدول الميداليات
*   البلد المضيف ( اليابان)
| المرتبة | فريق            | ذهبية | فضية | برونزية | المجموع |
| ------- | --------------- | ----- | ---- | ------- | ------- |
| 1       | بريطانيا العظمى | 3     | 1    | 1       | 5       |
| 2       | أستراليا        | 2     | 0    | 0       | 2       |
| 3       | هولندا          | 1     | 0    | 2       | 3       |
| 4       | الصين           | 1     | 0    | 1       | 2       |
| 5       | البرازيل        | 1     | 0    | 0       | 1       |
| 5       | إيطاليا         | 1     | 0    | 0       | 1       |
| 5       | الدنمارك        | 1     | 0    | 0       | 1       |
| 8       | فرنسا           | 0     | 2    | 1       | 3       |
| 9       | السويد          | 0     | 2    | 0       | 2       |
| 10      | ألمانيا         | 0     | 1    | 2       | 3       |
| 11      | المجر           | 0     | 1    | 0       | 1       |
| 11      | كرواتيا         | 0     | 1    | 0       | 1       |
| 11      | نيوزيلندا       | 0     | 1    | 0       | 1       |
| 11      | بولندا          | 0     | 1    | 0       | 1       |
| 15      | إسبانيا         | 0     | 0    | 2       | 2       |
| 16      | النرويج         | 0     | 0    | 1       | 1       |
| المجموع | المجموع         | 10    | 10   | 10      | 30      |

### أحداث الرجال
| Event | الذهبية                                           | الفضية                                     | البرونزية                                  |
| ----- | ------------------------------------------------- | ------------------------------------------ | ------------------------------------------ |
| RS:X  | Kiran Badloe · هولندا                             | Thomas Goyard · فرنسا                      | Bi Kun · الصين                             |
| Laser | Matthew Wearn · أستراليا                          | Tonči Stipanović · كرواتيا                 | Hermann Tomasgaard · النرويج               |
| Finn  | جايلز سكوت · بريطانيا العظمى                      | Zsombor Berecz · المجر                     | Joan Cardona Méndez · إسبانيا              |
| 470   | أستراليا · ماثيو بيلشر · ويليام ريان              | السويد · أنطون دالبيرغ · Fredrik Bergström | إسبانيا · Jordi Xammar · Nicolás Rodríguez |
| 49er  | بريطانيا العظمى · Dylan Fletcher · Stuart Bithell | نيوزيلندا · بيتر بورلينغ · Blair Tuke      | ألمانيا · Erik Heil · Thomas Plößel        |

### أحداث السيدات
| Event        | الذهبية                                       | الفضية                                       | البرونزية                                   |
| ------------ | --------------------------------------------- | -------------------------------------------- | ------------------------------------------- |
| RS:X         | Lu Yunxiu · الصين                             | Charline Picon · فرنسا                       | Emma Wilson · بريطانيا العظمى               |
| Laser Radial | Anne-Marie Rindom · الدنمارك                  | Josefin Olsson · السويد                      | ماريت بوميستر · هولندا                      |
| 470          | بريطانيا العظمى · هانا ميلس · Eilidh McIntyre | بولندا · Agnieszka Skrzypulec · Jolanta Ogar | فرنسا · Camille Lecointre · Aloïse Retornaz |
| 49erFX       | البرازيل · Martine Grael · Kahena Kunze       | ألمانيا · تينا لوتز ‏ · Susann Beucke         | هولندا · Annemiek Bekkering · Annette Duetz |

### أحداث مختلطة
| Event    | الذهبية                                | الفضية                                      | البرونزية                                  |
| -------- | -------------------------------------- | ------------------------------------------- | ------------------------------------------ |
| Nacra 17 | إيطاليا · Ruggero Tita · كاترينا بانتي | بريطانيا العظمى · John Gimson · Anna Burnet | ألمانيا · Paul Kohlhoff · Alica Stuhlemmer |